# یواس‌اس جاسمین (۱۸۶۳)
یواس‌اس جاسمین (۱۸۶۳) (به انگلیسی: USS Jasmine (1863)) یک کشتی بود که اندازه طول آن ۷۹ فوت (۲۴ متر) بود.